# Семененко Ніна Хомівна
Ніна Хомівна Семененко (нар. 18 травня 1918, Єлисаветград — пом. 24 грудня 2015, Харків) — українська бібліотекознавиця, бібліотекарка, директорка (1970–1985) Харківської державної наукової бібліотеки імені В. Г. Короленка (ХДНБ), Заслужений працівник культури УРСР (1974), учасниця Другої світової війни.

## Біографія
Ніна Хомівна Семененко народилася 18 травня 1918 року в Єлисаветграді в сім’ї службовця. У 1933 році завершила навчання в семирічній середній школі та була направлена райкомом ВЛКСМ до Харківської державної наукової бібліотеки (ХДНБ). У 1934 році пройшла тримісячні Всеукраїнські бібліотечні курси. У 1937–1939 роках працювала у бібліотеці Харківського управління Уповнаркомважпрому СРСР при Раді народних комісарів УРСР. З 1940 року обіймала посаду старшого бібліотекаря в ХДНБ. 
Під час німецької окупації Харкова перебувала в евакуації в місті Балашові до 1942 року. Згодом служила в армії, де в званні рядової очолювала діловиробничий стройовий відділ та кадрову службу 184-го батальйону аеродромного обслуговування (1942–1943). У 1943 році обіймала посаду завідувачки загального відділу та секретного діловодства евакуаційного шпиталю № 4488. У грудні того ж року, за викликом Наркомату освіти УРСР, повернулася до Харкова. 
З січня 1944 року розпочала роботу в ХДНБ на посаді завідувачки фонду спеціального зберігання. У 1945 році відновила навчання в Харківському державному бібліотечному інституті, яке перервала у 1937 році через стан здоров’я. 
У 1951–1953 роках Ніна Хомівна керувала кабінетом бібліотекознавства, зосереджуючи діяльність на наданні методичної підтримки бібліотекам Харкова та області, підготовці методико-бібліографічних матеріалів, а також вивченні, узагальненні та поширенні передового бібліотечного досвіду.  
З 1953 року обіймала посаду заступника директора з наукової роботи. У жовтні 1969 року тимчасово виконувала обов’язки директора ХДНБ, а 20 серпня 1970 року була офіційно затверджена на цій посаді.
За керівництва Ніни Хомівни в бібліотеці була затверджена нова структура, що передбачала створення низки нових відділів, зокрема редакційно-видавничого (1971), обмінно-резервного фонду (1975) та інформаційно-бібліографічного відділу (1977). У 1974 році було запроваджено посаду заступника директора з бібліотечної роботи, а також проведено реорганізацію кількох структурних підрозділів.
Ім’я Ніни Хомівни Семененко тісно пов’язане з будівництвом нового книгосховища ХДНБ на 4 мільйони томів та супутніх корпусів. Підготовча документація для майбутнього проєкту була започаткована ще за керівництва Г. А. Мірошниченка. У 1970 році Ніна Хомівна погодила проєктне завдання на будівництво в Держцивільбуді при Держбуді СРСР. Будівельні роботи стартували в 1971 році, а в 1980-му завершилася перша черга: було введено в експлуатацію дванадцятиповерхове книгосховище, п’ятиповерховий адміністративно-виробничий корпус і двоповерховий корпус для читачів. Протягом усього періоду будівництва директорка особисто контролювала забезпечення об’єкта необхідним обладнанням та матеріалами, а також сприяла підрядним організаціям у завершенні робіт та введенні книгосховища в експлуатацію.
Під керівництвом Н. Х. Семененко в Харківській державній науковій бібліотеці ім. В. Г. Короленка здійснювалася розробка довгострокових програм діяльності установи. У цей період укладалися й публікувалися зведені каталоги бібліографічних ресурсів наукових бібліотек Харкова, а також був виданий довідник «Бібліотеки Харківщини». Питання координації взаємодії між бібліотеками міста вирішувалися в межах діяльності міжвідомчої ради з бібліотечної роботи при обласному управлінні культури, до складу якої в різні роки входила Н. Х. Семененко, виконуючи також обов’язки заступника голови.
Директорка значну увагу приділяла наданню методичної підтримки бібліотекам шести областей УРСР, які входили до зони обслуговування ХДНБ: Ворошиловградської, Дніпропетровської, Донецької, Полтавської, Сумської та Харківської. Провідні фахівці бібліотеки аналізували стан бібліотечної справи в регіоні, надавали консультації безпосередньо на місцях та оцінювали діяльність обласних книгозбірень. У 1975–1980 роках одним із головних напрямів роботи ХДНБ стала централізація бібліотечної мережі цих областей. Було впорядковано бібліотечну систему, розроблено нормативи її планування, складено міжвідомчі плани обслуговування населення. Важливим засобом методичної допомоги стало щорічне видання 30–35 методико-бібліографічних посібників, переважно з технічних дисциплін. Щорічно працівники ХДНБ відвідували понад 200 бібліотек.
На посаді директора бібліотеки Ніна Хомівна регулярно брала участь у засіданнях ради з бібліотечної роботи при Міністерстві культури СРСР, щорічних Всесоюзних науково-практичних конференціях, засіданнях колегії Міністерства культури УРСР та міжвідомчої ради з бібліотечної роботи при цьому ж міністерстві. Вона також долучалася до роботи республіканських семінарів, нарад директорів державних, республіканських і наукових обласних бібліотек, а також інших професійних заходів.
Ніна Хомівна Семененко була депутатом Київської районної Ради депутатів трудящих у Харкові та членом міжвідомчої ради з бібліотечної роботи при Міністерстві культури УРСР. Окрім цього, у різні роки входила до складу державних екзаменаційних комісій у Харківському державному інституті культури.
У 1970–1980-х рр. колектив бібліотеки неодноразово відзначався за активну участь у громадських та культурних ініціативах. За внесок у всесвітній миротворчий рух бібліотека отримала Почесну грамоту Комітету захисту миру (1974) та подяку Українського республіканського комітету захисту миру (1976). У 1977 р. творча діяльність колективу була відзначена дипломом І ступеня ВДНГ УРСР. За розвиток культурної співпраці в межах німецько-радянських зв’язків у 1985 р. бібліотека нагороджена Дипломом та срібним почесним знаком Товариства німецько-радянської дружби. Також у різні роки колектив відзначався почесними грамотами Об’єднаного комітету профспілки працівників культосвітніх установ.

## Нагороди та відзнаки
- За професійні заслуги та трудові досягнення відзначена орденом «Знак Пошани» (1981), значком Міністерства культури СРСР «За відмінну роботу», Почесною грамотою Міністерства культури УРСР (1966), іменним годинником та іншими нагородами.
- За участь у Другій світовій війні Ніна Хомівна була нагороджена орденом Вітчизняної війни ІІ ступеня (1985), а також медалями: «За перемогу над Німеччиною у Великій Вітчизняній війні 1941–1945 рр.», «За доблесну працю у Великій Вітчизняній війні 1941–1945 рр.» (1946) та низкою ювілейних відзнак (1966, 1976, 1985)[2].
- За вагомий внесок у розвиток української культури у 1974 році їй було присвоєно почесне звання «Заслужений працівник культури УРСР»[1].

## Основні праці
- Семененко Н., Гончарова І. Будуємо на благо радянського народу (бібліотечний плакат) // Соціаліст. культура. 1957. № 3. С. 34–35.

- Семененко Н. Х. Творчі зв’язки і деякі питання координації наукової роботи ХДНБ // Бібліотекознавство та бібліогр. 1965. Вип. 2. С. 17–25.
- Семененко Н. Х. І план і пошук : з досвіду пропаганди технічної літератури в ХДНБ // Соціаліст. культура. 1970. № 5. С. 28.
- Семененко Н. Х. Державна наукова бібліотека ім. В. Г. Короленка до 50-річчя Союзу РСР // Бібліотекознавство та бібліогр. 1974. Вип. 15. С. 12–19.
- Про роботу бібліотек Сумської і Чернівецької областей на допомогу трудящим у виконанні завдань та соціалістичних зобов'язань десятого п'ятирічного плану розвитку народного господарства СРСР / уклад. Н. Х. Семененко. Харків, 1978. 6 с.
- Семененко Н. Х. Наукова організація праці в бібліотеці // Бібліотека. Київ, 1980. С. 110–120.
- Семененко Н. Х. З історії Харківської громадської бібліотеки // Бібліотекознавство і бібліогр. 1986. Вип. 26. С. 103–109.